# Adriaan van der Does (1686-1749)
Adriaan van der Does (gedoopt Gouda, 10 april 1686 - begraven aldaar, 28 mei 1749) was een Nederlandse regent, drossaard van Lek en Rijn en een van de rijkste inwoners van Gouda.

## Leven en werk
Van der Does werd in 1686 geboren als zoon van de Goudse pensionaris en latere burgemeester Johan van der Does en Elisabeth van der Dussen. Hij werd in 1710 lid van de vroedschap van Gouda en zou tot 1743 deel blijven uitmaken van dit college. Zijn vader maakte in Gouda carrière vanwege zijn innige relatie met de heersende coterie rond zijn aangetrouwde neef de invloedrijke burgemeester Jacob van der Dussen en diens zoon Bruno van der Dussen. Die relatie met de familie Van der Dussen verhinderde echter dat hijzelf gekozen werd tot burgemeester van Gouda. Toch wist hij een aantal zeer lucratieve regentenfuncties te verkrijgen. Bovendien trouwde hij op 20 september 1712 met de zeer vermogende Catharina de Grande, dochter van de Goudse burgemeester Matthijs de Grande. Hij behoorde tot de rijkste inwoners van de stad Gouda in zijn tijd. Van der Does vervulde in Gouda de functies van politiemeester, thesaurier-fabrieksmeester, kerkmeester, schepen, commissaris huwelijkse zaken, adjunct ter dagvaart, ontvanger der convooien en licenten, weesmeester, schepenmeester en sleutelbewaarder. Ook was hij drossaard van Lek en Rijn en hoogheemraad van Schieland.
Van der Does overleed in mei 1749 en werd begraven in de Sint-Janskerk van Gouda. Hij was een broer van de thesaurier-generaal van de Republiek der Verenigde Nederlanden Johan van der Does. Zijn zonen Bruno en Adriaan werden respectievelijk burgemeester van Gouda en schout-bij-nacht van Holland en West-Friesland.

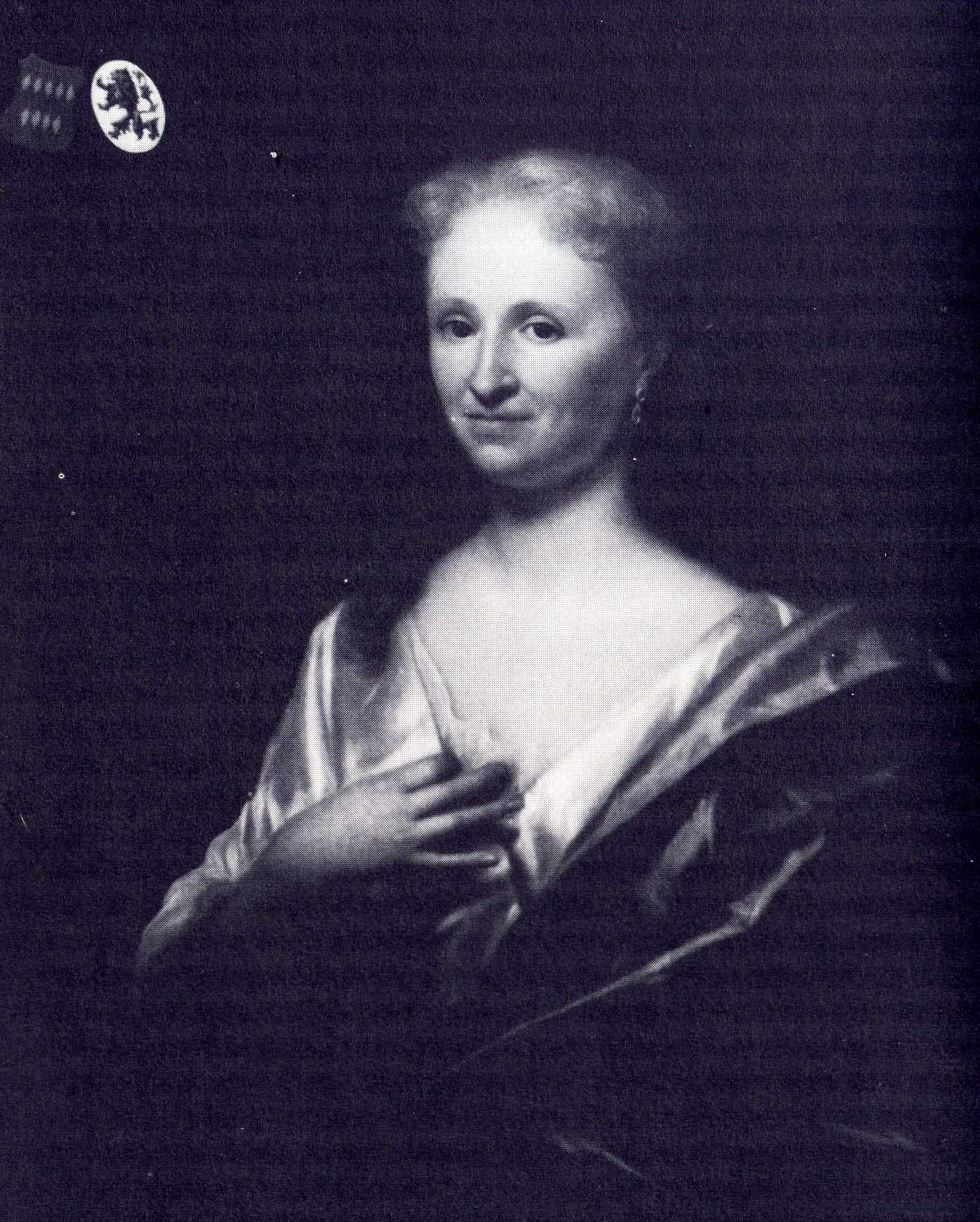
Catharina de Grande geschilderd door Philip van Dijk in 1734